# Kármán-vonal

Az atmoszféra rétegei. (nem arányos ábrázolás)

A Kármán-vonal a világűr határa, amely 100 km-es magasságban húzódik. Ez az a magasság, ahol egy légijármű már nem tud a felhajtóerő segítségével repülni, és el kell érnie az első kozmikus sebességet (7,9 km/s) a fennmaradáshoz. Kármán Tódor számolta ki ezt a határt, mely az ő nevét viseli. A 100 km egy kerekített érték, amely csak kevéssé tér el az eredetileg számítottól. A mezopauza a Földi légkör határa a számítást igazolva a Kármán-vonal alatt helyezkedik el, nyáron kb. 85 km magasan, télen 100 km körül.

## Különböző repülő alkalmatosságok hozzávetőleges magasságai
- 3-4 km – a gyakorlati felső határ kabinnyomás nélküli repülőgépek számára
- 13 km – kereskedelmi repülőgépek, például a Boeing 767
- 21 km – szuperszonikus utasszállító repülőgép, Concorde; nagy magasságon repülő felderítő repülőgép, Lockheed U-2
- 26 km – nagy magasságon repülő felderítő repülőgép, Lockheed SR-71 Blackbird (Habu)
- 40 km – meteorológiai léggömb
- 53 km – magaslégköri ballon tudományos kutatáshoz
- 108 km – rakétahajtású repülőgép, North American X-15
- 160 km – gyakorlati alsó határ, alacsony Föld körüli pályán lévő műholdak számára
- 400 km – ISS – Nemzetközi Űrállomás. Az állomást rendszeresen manőverezni kell, hogy elkerülje a magasságvesztést bizonyos mértékű légellenállás miatt
- 1 000 km – poláris pályán keringő műholdak, a pólusok közelében halad
- 22 000 km – GPS-műholdak
- 36 000 km – a Föld felszínéhez képest rögzített pozíciójú geostacionárius műholdak, például műholdas televíziós adásokhoz

Összehasonlításnak, a Föld és a Hold közötti átlagos távolság 384 000 km.

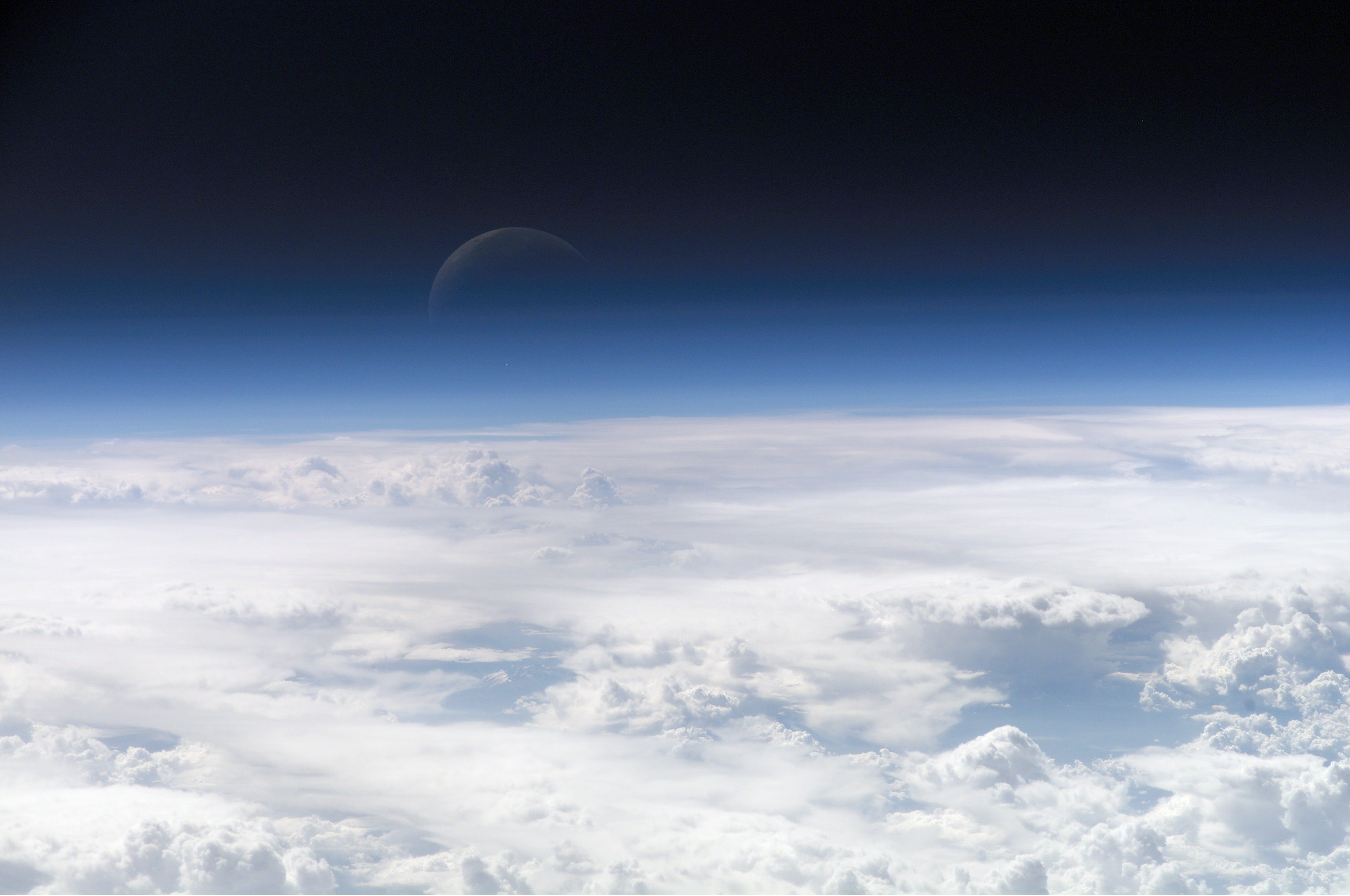
Panoráma a Kármán-vonalról